# Saint-Martin-Labouval
Saint-Martin-Labouval é uma comuna francesa na região administrativa de Occitânia, no departamento de Lot. Estende-se por uma área de 13,49 km². Em 2010 a comuna tinha 190 habitantes (densidade: 14,1 hab./km²).